# Муратовка (Рязанская область)
Мура́товка — деревня, входящая в состав Бобровинского сельского поселения Кораблинского района Рязанской области.

## Топонимика
В Ряжском и Пронском уездах располагались многие имения крупных и мелких землевладельцев Муратовых.
Один из Муратовых с 1776 по 1781 год служил Ряжским уездным предводителем дворянства, другой являлся Пронским уездным предводителем дворянства с 1836 по 1850 год.
Деревня названа по фамилии её владельца.

## География
Находится в 4 километрах от районного центра города Кораблино, на правом берегу реки Алешни.
Деревня имеет автомобильное сообщение с деревней Бобровинки (трасса «Бобровинки-Копцево-Муратовка»).

## Население
| 2010 |
| ---- |
| 20   |